# Mecometopus remipes
Mecometopus remipes là một loài bọ cánh cứng trong họ Cerambycidae.